# Valeramo di Jülich
Valeramo di Hengenbach in francese: Walram de Juliers (1240/5 – 20 agosto 1297) fu conte di Jülich dal 1278 fino alla sua morte.

## Origine
Valerano, secondo la Allgemeine Deutsche Biographie era il figlio maschio secondogenito del conte di Jülich, Guglielmo IV e della moglie, Riccarda di Gheldria, figlia del conte di Gheldria e conte di Zutphen, Gerardo III, e di Margherita di Brabante, come ci viene confermato dalla Genealogia Ducum Brabantiæ Heredum Franciæ, figlia del Duca della Bassa Lorena (Lotaringia), duca di Lovanio e duca di Brabante, Enrico I e della moglie, Matilde di Lorena.
Guglielmo IV di Jülich, come confermato dal documento n° 132 del Urkundenbuch für die Geschichte des Niederrheins, Volume 2, era figlio del conte di Jülich, Guglielmo III e della moglie, Matilde di Limburgo, come da documento n° 139 del Urkundenbuch für die Geschichte des Niederrheins, Volume 2,, figlia del conte consorte di Lussemburgo, Duca di Limburgo e Conte di Arlon Valerano III di Limburgo, che, come ci viene confermato dal documento n° CLII della Histoire du Limbourg, vol VI: Codex diplomaticus Valkenburgensis. aveva sposato, in prime nozze, Cunegonda di Lorena.

## Biografia
Dopo la morte dell'arcivescovo di Colonia, Engelberto di Falkenburg, il nuovo arcivescovo di Colonia, Sigfrido di Westerburg, che gli era subentrato, nel 1275, si scontrò con diversi notabili, tra cui suo padre, Guglielmo IV che avevano l'appoggio del re dei Romani, Rodolfo I d'Asburgo, per esercitare l'autorità sulla città di Aquisgrana.
L'otto aprile 1277, Guglielmo ed il figlio primogenito, anche lui di nome Guglielmo (Wilhelmus Juliacensis, Wilhelmus primogenitus eius) furono tra coloro che dichiararono guerra all'arcivescovo di Colonia, Siegfried von Westerburg, come da documento n° CXXXIII del Akademische Beiträge zur Gülch- und Bergischen Geschichte, Volume III.
Aquisgrana, alleata dell'arcivescovo Sigfrido, aveva riconosciuto formalmente come il più alto ufficiale giudiziario, il duca di Lorena e del Brabante, Giovanni I. Guglielmo IV, allora, nella notte del 17 marzo 1278, con il suo primogenito, due figli illegittimi e circa 400 cavalieri, entrò in Aquisgrana; ma i cittadini si ribellarono e attaccarono i suoi uomini da tutte le parti, e al buio, nelle stradine, furono gradualmente isolati e uccisi; Guglielmo IV perì miseramente con i figli, ucciso presumibilmente da un fabbro o da un macellaio. Valeramo, figlio maschio secondogenito, succedette a Guglielmo IV.
 Dopo la morte del padre, Guglielmo IV, nel 1279, Valeramo assieme alla madre, Riccarda e ai fratelli, Ottone e Gerardo (Richarda comitissa Juliacensis, Walleranus Aquensis, Otto Traiectensis ecclesiarum prepositi et Gerardus fratres, filii eiusdem comitisse), fecero atto di sottomissione all'arcivescovo di Colonia, Sigfrido di Westerburg.
Durante la Guerra di successione di Limburgo, Valeramo si schierò col duca di Lorena e del Brabante, Giovanni I, contro l'arcivescovo di Colonia, Sigfrido che appoggiava Reginaldo I di Gheldria, che aveva l'appoggio del re di Germania, Adolfo di Nassau; la guerra si concluse con la battaglia di Worringen (7 luglio 1288), dove Giovanni sconfisse Reginaldo e i suoi alleati.
Nel 1287, Valerano, secondo il documento n° CLIII del Akademische Beiträge zur Gülch- und Bergischen Geschichte, Volume III, aveva dato il suo benestare ad una compravendita del fratello, Gerardo.
Il rapporto tra Valeramo e Sigfrido migliorò, tanto che, nel 1290, stipularono un contratto di matrimonio tra Valeramo (Walramus comes Juliacensis) ed una parente (consanguinea) di Sigfrido, la figlia del signore di Westerburg (filia nobilis viri quondam Henrici domini de Westerburg).
Ancora nel 1296, Valeramo (W. comite Juliacensi, genero nostro), secondo il documento n° 965 del Urkundenbuch für die Geschichte des Niederrheins, Volume 2, fece da intermediario ad un'alleanza tra l'arcivescovo di Colonia, Sigfrido ed il proprio suocero, Goffredo d'Aerschot (Godefridus de Brabantia dominus de Arscot et de Virson).
Anche il rapporto col re di Germania, Adolfo di Nassau, era migliorato, infatti, nel giugno 1297, col documento n° 973 del Urkundenbuch für die Geschichte des Niederrheins, Volume 2, Adolfo (Adolphus dei gratia Romanorum rex), garantì i diritti del suo parente Valeramo (Walramo comite Juliacensi, consanguineo et fideli suo dilecto).
In quello stesso anno, Valeramo si schierò col conte di Fiandra, Guido di Dampierre contro il re di Francia, Filippo IV il Bello, e perse la vita, il 20 agosto, durante la battaglia di Furnes. A Valeramo succedette il fratello maschio quartogenito, Gerardo, come Gerardo VI.

## Matrimonio e discendenza
Valeramo, nel 1296, aveva sposato Maria del Brabante, figlia del signore di Vierzon e d'Aarschot, Goffredo del Brabante e della moglie, Giovanna, signora di Vierzon e di Maizières, come ci conferma la Histoire généalogique des ducs de Bourgogne de la maison de France; secondo il documento n° 18 del Urkunden und Regesten zur Geschichte der Rheinlande: aus dem vatikanischen Archiv - band I (non consultato), papa Bonifacio VIII, l'otto gennaio 1296, rilasciò una dispensa, in quanto gli sposi erano consanguinei; nel 1320, secondo il documento n° 30 del Notice historique sur l'ancienne abbaye d'Averboden, il cognato, Gerardo VI, e la sorella Elisabetta di Brabante (Gerardus comes et Elisabeth comitissa) garantirono a Maria (domina Maria domina de Arschot et de Virsione comitissa Juliancensis nostræ prædicta Elisabeth soror) la località di Averboden.
Nel 1323, Maria sposò in seconde nozze, Roberto di Beaumont, signore di Povance, come viene confermato dalle Preuves de Trophées tant sacrés que profanes du duché de Brabant.
Valeramo dalla moglie, Maria, ebbe un solo figlio:
- Guglielmo (c. 1297 – 1311), come conferma un documento delle Preuves de Trophées tant sacrés que profanes du duché de Brabant[20].

## Ascendenza
|                                |                      |                          | Genitori                     |  |  | Nonni |  |  | Bisnonni                           |  |  | Trisnonni |  |
|                                |                      |                          |                              |  |  |       |  |  | Everardo II, signore di Hengenbach |  |  | …         |  |
|                                |                      |                          |                              |  |  |       |  |  | Everardo II, signore di Hengenbach |  |  | …         |  |
|                                |                      | …                        |                              |  |  |       |  |  | Everardo II, signore di Hengenbach |  |  |           |  |
| Guglielmo III, conte di Jülich |                      |                          |                              |  |  |       |  |  | Everardo II, signore di Hengenbach |  |  |           |  |
|                                |                      | Giuditta di Jülich       | Guglielmo I, conte di Jülich |  |  |       |  |  |                                    |  |  |           |  |
|                                |                      | Giuditta di Jülich       | Guglielmo I, conte di Jülich |  |  |       |  |  |                                    |  |  |           |  |
|                                |                      | Giuditta di Jülich       | …                            |  |  |       |  |  |                                    |  |  |           |  |
| Guglielmo IV, conte di Jülich  |                      | Giuditta di Jülich       |                              |  |  |       |  |  |                                    |  |  |           |  |
|                                |                      | Valerano III di Limburgo | Enrico III di Limburgo       |  |  |       |  |  |                                    |  |  |           |  |
|                                |                      | Valerano III di Limburgo | Enrico III di Limburgo       |  |  |       |  |  |                                    |  |  |           |  |
|                                |                      | Valerano III di Limburgo | Sofia di Saarbrücken         |  |  |       |  |  |                                    |  |  |           |  |
| Matilde di Limburgo            |                      | Valerano III di Limburgo |                              |  |  |       |  |  |                                    |  |  |           |  |
|                                |                      | Cunegonda di Lorena      | Federico I di Lorena         |  |  |       |  |  |                                    |  |  |           |  |
|                                |                      | Cunegonda di Lorena      | Federico I di Lorena         |  |  |       |  |  |                                    |  |  |           |  |
|                                |                      | Cunegonda di Lorena      | Ludmilla di Polonia          |  |  |       |  |  |                                    |  |  |           |  |
| Valeramo di Jülich             |                      | Cunegonda di Lorena      |                              |  |  |       |  |  |                                    |  |  |           |  |
|                                | Ottone I di Gheldria | Enrico I di Gheldria     |                              |  |  |       |  |  |                                    |  |  |           |  |
|                                | Ottone I di Gheldria | Enrico I di Gheldria     |                              |  |  |       |  |  |                                    |  |  |           |  |
|                                | Ottone I di Gheldria | Agnese di Arnstein       |                              |  |  |       |  |  |                                    |  |  |           |  |
| Gerardo III di Gheldria        | Ottone I di Gheldria |                          |                              |  |  |       |  |  |                                    |  |  |           |  |
|                                |                      | Riccarda di Baviera      | Ottone I di Baviera          |  |  |       |  |  |                                    |  |  |           |  |
|                                |                      | Riccarda di Baviera      | Ottone I di Baviera          |  |  |       |  |  |                                    |  |  |           |  |
|                                |                      | Riccarda di Baviera      | Agnese di Looz               |  |  |       |  |  |                                    |  |  |           |  |
| Riccarda di Gheldria           |                      | Riccarda di Baviera      |                              |  |  |       |  |  |                                    |  |  |           |  |
|                                |                      | Enrico I di Brabante     | Goffredo III di Lovanio      |  |  |       |  |  |                                    |  |  |           |  |
|                                |                      | Enrico I di Brabante     | Goffredo III di Lovanio      |  |  |       |  |  |                                    |  |  |           |  |
|                                |                      | Enrico I di Brabante     | Margherita di Limburgo       |  |  |       |  |  |                                    |  |  |           |  |
| Margherita di Brabante         |                      | Enrico I di Brabante     |                              |  |  |       |  |  |                                    |  |  |           |  |
|                                |                      | Matilde di Lorena        | Matteo di Lorena             |  |  |       |  |  |                                    |  |  |           |  |
|                                |                      | Matilde di Lorena        | Matteo di Lorena             |  |  |       |  |  |                                    |  |  |           |  |
|                                |                      | Matilde di Lorena        | Maria di Boulogne            |  |  |       |  |  |                                    |  |  |           |  |
|                                |                      | Matilde di Lorena        |                              |  |  |       |  |  |                                    |  |  |           |  |

### Fonti primarie
- (LA)  Urkundenbuch für die Geschichte des Niederrheins, Volume 2.
- (LA)  Akademische Beiträge zur Gülch- und Bergischen Geschichte, Band III.
- (LA)  Monumenta Germaniae Historica, Scriptores, tomus IX.
- (LA)  Trophées tant sacrés que profanes du duché de Brabant.
- (LA)  Monumenta Germaniae Historica, tomus XXV.
- (LA)  Notice historique sur l'ancienne abbaye d'Averboden.
- (LA)  Histoire du Limbourg, vol VI: Codex diplomaticus Valkenburgensis.

### Letteratura storiografica
- P.J. Blok, "Germania 1273 1313", cap. VIII, vol. VI (Declino dell'impero e del papato e sviluppo degli stati nazionali) della Storia del mondo medievale, 1999, pp. 332–371
- Henry Pirenne, "I Paesi Bassi", cap. XII, vol. VII (L'autunno del Medioevo e la nascita del mondo moderno) della Storia del Mondo Medievale, 1999, pp. 411–444.
- (DE)  Guglielmo IV di Jülich, da Allgemeine Deutsche Biographie
- (DE)  Guglielmo II di Jülich, da Allgemeine Deutsche Biographie
- (FR)  Histoire généalogique des ducs de Bourgogne de la maison de France.